# Klarsfeld házaspár
A Klarsfeld házaspár az egykori náci háborús bűnösök felkutatásáról és azok bíróság elé állításáról vált nemzetközileg is ismertté. A pár egymásra találásának napja szimbolikus jelentőségű életük küldetésére nézve, hiszen ezen a napon, 1960. május 11-én az izraeli titkosszolgálat a Buenos Aires-i San Fernando negyedben elrabolta, majd Izraelbe csempészte az akkor már régóta keresett náci háborús bűnöst, Adolf Eichmannt, akinek nevéhez az azóta elhíresült Eichmann-per kapcsolható.

## A feleség
Beate Klarsfeld, leánykori nevén Beate Auguste Künzel 1939. február 13-án Berlinben született egy Wehrmacht-katona leányaként. Hatévesen élte meg a háború elbukását, Németország történelmi bűnével pedig már 14 évesen szembesítette családját, ami házon belül számtalan konfliktusokhoz vezetett. 21 évesen végül elhagyta nemcsak a szülői házat, hanem Németországot is, és Párizsba költözött, ahol először bébiszitterként vállalt munkát. Alig két hónapja tartózkodott Párizsban, amikor a metrón egy elegáns fiatalember, későbbi férje, Serge Klarsfeld szólította meg.

## A férj
Serge Klarsfeld 1935. szeptember 17-én született Bukarestben egy zsidó házaspár gyermekeként. Szülei 1929-ben Párizsban ismerték meg egymást. A németek 1940-es romániai bevonulását követően a család Dél-Franciaországba, Nizzába költözött. 1943. szeptember 30-án egy razzia során édesapja az akkor nyolcéves Serge-t, a négy évvel idősebb nővérét, Georgette-et, valamint édesanyját egy falba rejtett szekrénybe bújtatta el, míg őt magát Auschwitzba deportálták, ahol életét vesztette.

## A házaspár
Beate és Serge Klarsfeld családi hátterükből adódóan egy látszólag lehetetlennek tűnő párt alkottak. Házasságukból két gyermek született, Arno David (1965-ben) és Lida Myriam (1973-ban). A Klarsfeld házaspár számtalan náci háborús bűnösről gyűjtött dokumentációt, és többüket, így pl. Kurt Lischkát és Klaus Barbie-t is a vádlottak padjára juttatta. Igazságérzetük kifejezésétől a radikális akciók sem álltak távol, így 1968. november 7-én a Kereszténydemokrata Unió (CDU) berlini kongresszusán náci múltja miatt Beate Klarsfeld nyilvánosan pofonvágta az NSZK akkori kancellárját, Kurt Georg Kiesingert. Tettéért egy év börtönre ítélték, amit végül nem kellett letöltenie. A Klarsfeld házaspárt számtalanszor megfenyegették, és nem egy esetben próbálták őket meggyilkolni.  Mindennek a külső ellenállásnak dacára rendületlenül és közös erővel szentelték életüket a maguk által megfogalmazott missziónak, miszerint munkájukkal „nem a bosszút, hanem az igazságot” szeretnék szolgálni.
2015. június 20-án a házaspárt életművéért a Német Szövetségi Köztársaság a Becsületrend Nagykeresztjével tüntette ki.